# Special Life!
《Special Life!》(스페셜 라이프)는 KOTOKO의 메이져 12번째 싱글이다.

## 개요
- CD에 더해 PV를 수록한 DVD가 동봉된 초회한정판과 CD만 있는 통상판이 있다.
- PV촬영은 사이판에서 이뤄졌다.

## 수록 곡
1. Special Life! [4:23]
작사 : KOTOKO/작곡・편곡 : C.G mix
  - 텔레비전 애니메이션 《가면의 메이드가이》 오프닝 테마
2. capriccio ~心はいつも曇りのち晴れ~ [5:00]
작사 : KOTOKO/작곡・편곡 : 이우치 마이코
3. Special Life!（Instrumental）
4. capriccio ~心はいつも曇りのち晴れ~ (Instrumental)